# José Anthony Torres
José Anthony Torres   (Panamà, 27 d'agost de 1972) fou un futbolista panameny de la dècada de 2000.
Fou 75 cops internacional amb la selecció de Panamà.
Pel que fa a clubs, destacà a Platense, Real España, Persepolis i Victoria.